# Палто
Палто или манто (макар че мантото обикновено е от по-тънка и лека материя) (на френски: paletot; на френски: manteau) е връхна дреха, по-дълга от ханша, която се носи върху други дрехи, обикновено през студените месеци на годината както от жени, така и от мъже. Дължината му обикновено е под коляното, но варира около него, отворено е отпред – има ревери, понякога голяма сваляема яка, двуредно закопчаване (макар че е възможно и едноредно) и джобове. Мантото се изработва от по-леки платове или гладка кожа, докато палтото е от кожа с дълги влакна или дебел вълнен плат.